# Las Guineas de Guadalupe
Las Guineas de Guadalupe är en ort i Mexiko.   Den ligger i kommunen Del Nayar och delstaten Nayarit, i den centrala delen av landet, 600 km väster om huvudstaden Mexico City. Las Guineas de Guadalupe ligger 711 meter över havet och antalet invånare är 238.
Terrängen runt Las Guineas de Guadalupe är varierad. Runt Las Guineas de Guadalupe är det mycket glesbefolkat, med 5 invånare per kvadratkilometer. Närmaste större samhälle är Jesús María Corte, 16,6 km söder om Las Guineas de Guadalupe. I omgivningarna runt Las Guineas de Guadalupe växer i huvudsak lövfällande lövskog.